# Осборнський бик
О́сборнський бик (ісп. Toro de Osborne) — зображення характерного чорного силуету бойового бика, що первинно було задумано як емблема хересного бренді «Veterano» фірми Osborne, згодом стало брендом всієї фірми Osborne Group, а сьогодні вважається неофіційним національним символом Іспанії.

## Історія
1956 року рекламне агентство Sahuquillo розробило емблему для хересного бренді «Veterano», виробленого Торговим домом «Osborne». Емблему передбачалося використовувати як на етикетках пляшок, так і на рекламних щитах, встановлених вздовж автомобільних доріг. Створене дизайнером Маноло Прієто зображення бойового бика залишається незмінним до цього дня.
У листопаді 1958 року вздовж іспанських автострад були встановлені перші фігури биків. Чорні силуети були виготовлені з дерева, їх висота становила 4 метри, а на боці биків перебувала виконана білою фарбою напис Veterano.

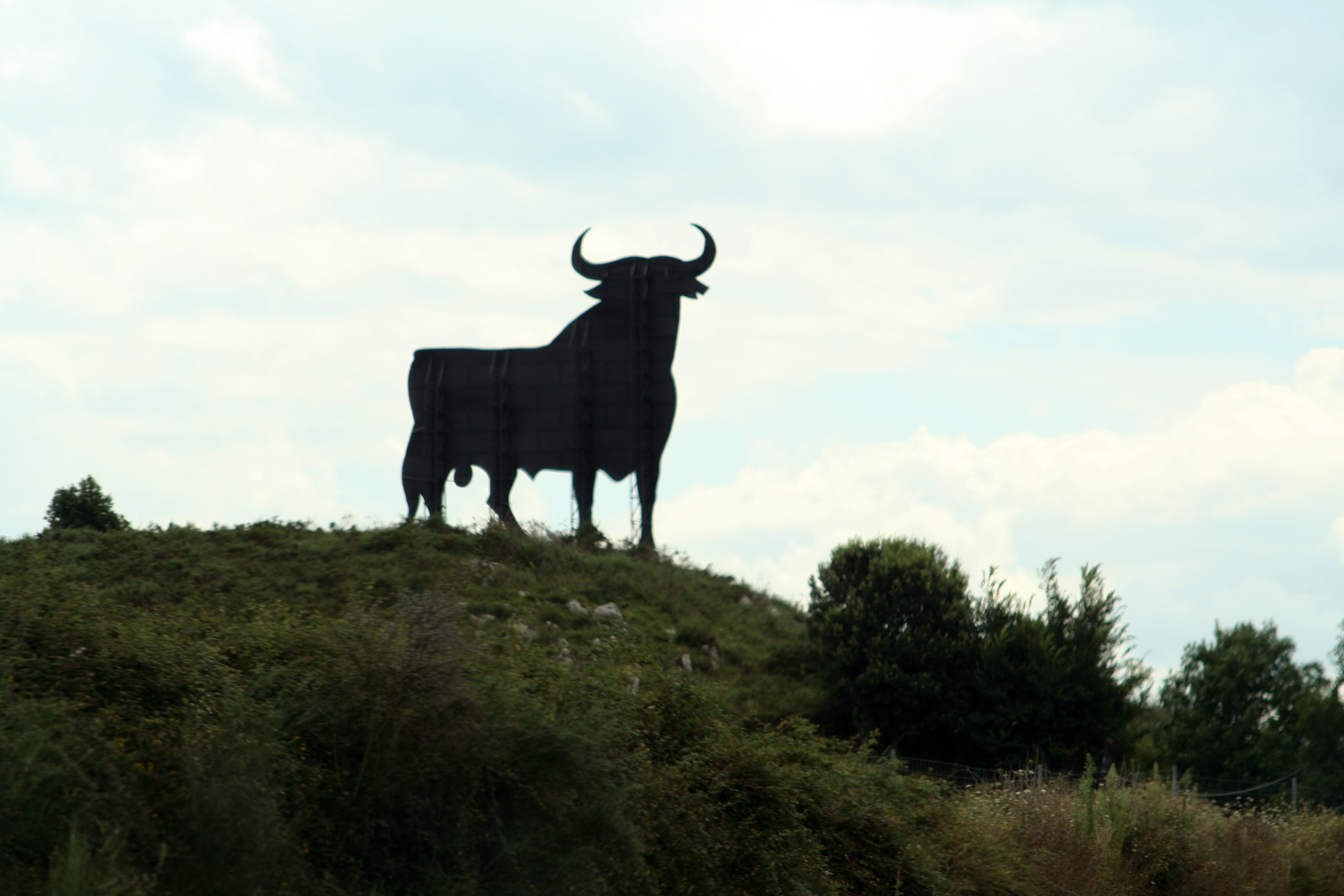
Бик Осборна, встановлений в провінції Астурія

1961 року фігури биків почали робити з листового металу, щоб уникнути пошкоджень, що викликаються погодними умовами. Тоді ж висота биків була збільшена до 7 метрів.
1962 року в Іспанії був прийнятий перший закон про рекламу на дорогах, в якому говорилося, що рекламні щити повинні бути розташовані на відстані не менше 125 метрів від дороги. Поміщені на таку значну відстань від доріг силуети биків стали менш помітні, і, щоб виправити становище, висоту фігур збільшили до 14 метрів.
1988 року новий закон заборонив будь-яку рекламу вздовж доріг, тому назва торгової марки Veterano на бичачих боках було зафарбована, але самі фігури биків залишилися стояти на пагорбах біля автострад.
1994 року набрав чинності Загальний регламент автомобільних доріг, згідно з яким повинні були бути прибрані всі без винятку рекламні щити вздовж автострад. Однак різні автономії Іспанії, численні муніципалітети, культурні асоціації, артисти, політики та ЗМІ виступили в підтримку збереження фігур. Були організовані збори підписів під вимогою визнати бика «культурним і художнім символом країни», щоб таким чином вивести його з-під вимог закону про рекламу. Уряд Андалусії зажадав визнати бика «культурною цінністю», уряд Наварри прийняв спеціальний закон, що дозволяє розміщення осборнських биків біля доріг автономії.
У листопаді 1994 року іспанський конгрес депутатів прийняв спеціальний закон, який визнає бика «культурним і художнім елементом іспанського пейзажу».
У грудні 1997 року Верховний суд Іспанії припинив багаторічну «кориду» з биком і визнав силует частиною культурної спадщини країни: «вони (бики) уже втратили свій початковий рекламний сенс і повністю злилися з краєвидом; підставою для їх збереження служить безумовний естетичний або культурний інтерес, який вони представляють».
Починаючи з 1998 року, після того, як бик був визнаний неофіційним національним символом Іспанії, єдина фігура бика, встановлена на території Каталонії (в Ель-Брук), неодноразово піддавалася вандалізму і демонтажу з боку борців за незалежність Каталонії від Іспанії. Надалі політична боротьба за незалежність Каталонії привела до створення власного символу Каталонії — каталонського осла.

## Сучасність
Зараз в Іспанії існує лише два зображення бика з написом Veterano. Обидва вони знаходяться в провінції Кадіс, в Андалусії: одне в аеропорту Херес-де-ла-Фронтера, інше - неподалік від міста Ель-Пуерто-де-Санта-Марія, в якому розташований головний офіс Торгового дому «Osborne».
В Ель-Пуерто-де-Санта-Марія також розташовуються майстерні братів Хосе і Фелікса Техада Прієто, які опікуються фігурами осборнських биків.
Незважаючи на заборону використання зображення бика в комерційних цілях і на показові судові процеси 2005 і 2006 роках, у ході яких власники Торгового дому «Osborne» довели ексклюзивне право на використання силуету бика, сувеніри з національним символом повсюдно продаються в туристичних центрах Іспанії. Зображення осборнського бика, розміщене на іспанському прапорі, широко використовується спортивними уболівальниками.

## Розташування биків на території Іспанії
| Регіон              | Кількість | Регіон        | Кількість |
| ------------------- | --------- | ------------- | --------- |
| Андалусія           | 23        | Естремадура   | 5         |
| Арагон              | 6         | Галісія       | 5         |
| Астурія             | 5         | Мадрид        | 2         |
| Балеарські острови  | 1         | Мелілья       | 1         |
| Канарські острови   | 1         | Мурсія        | 0         |
| Кастилія — Ла-Манча | 13        | Наварра       | 1         |
| Кастилія-і-Леон     | 14        | Ріоха         | 2         |
| Кантабрія           | 0         | Валенсія      | 11        |
| Каталонія           | 0         | Країна Басків | 1         |
| Сеута               | 0         | Всього        | 91        |